# 神溪寺

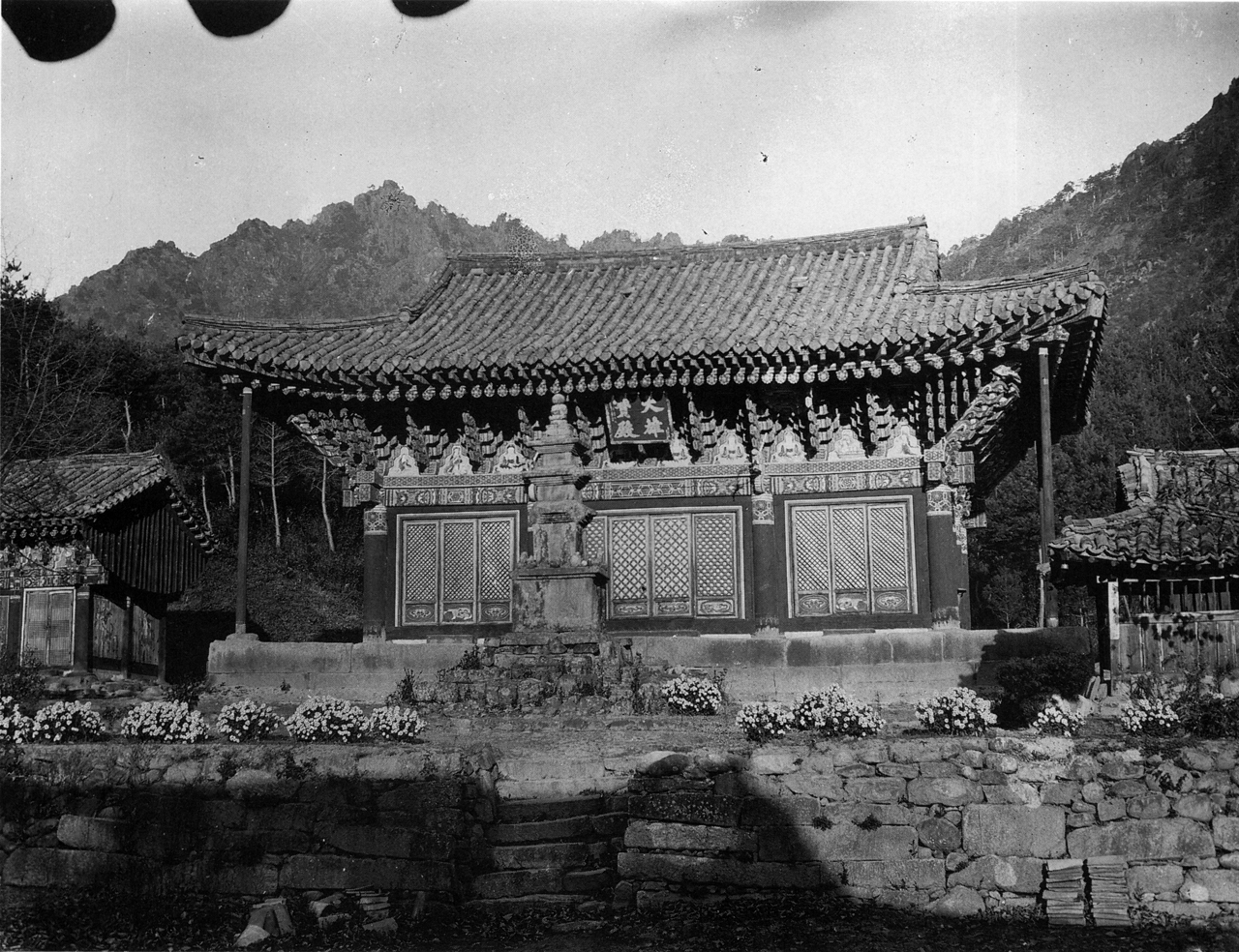
鳥居龍藏拍攝的神溪寺

神溪寺（朝鲜语：／）位於朝鮮江原道高城郡。曾為金剛山上數百廟宇中最宏偉的一座，但韓戰中被完全炸毀。2004年重建，作為朝鮮半島南北宗教文化交流的橋梁。
朝鮮民主主義人民共和國政府將神溪寺收入第95號國寶。